# 蓬萊町
蓬萊町為臺灣日治時期臺北市之行政區，在日新町之東、宮前町之西。原屬牛埔、大稻埕、大龍峒三個大字，戰後劃入大同區，約略在今大同區重慶北路二段、三段、寧夏路、民權西路一帶。

## 町內設施
- 台北北警察署（現大同分局）
- 靜修女學校（現靜修女中）
- 蓬萊町大聖堂（現聖母無原罪主教座堂）
- 台北盲啞學校（啟聰學校、啟明學校舊址）
- 明治國民學校（現雙連國小）